# Walden Bello
Walden Bello (ur. 1945 w Manili) – filipiński socjolog, profesor socjologii i administracji publicznej.
Studiował socjologię na Uniwersytecie Princeton. Był wykładowcą na University of California (UCLA), a do 1994 stał na czele Institute for Food and Development Policy (Food First). Jest obecnie profesorem na uniwersytetach w Manili i Bangkoku. Pełni funkcję organizacji Focus on the Global South oraz jednego z koordynatorów społecznych szczytów światowych w Porto Alegre. Jest również współpracownikiem Transnational Institute (TNI) w Amsterdamie.
W 2003 został uhonorowany nagrodą Right Livelihood Award – „za edukowanie społeczeństwa obywatelskiego o wpływach globalizacji”.